# Vedado

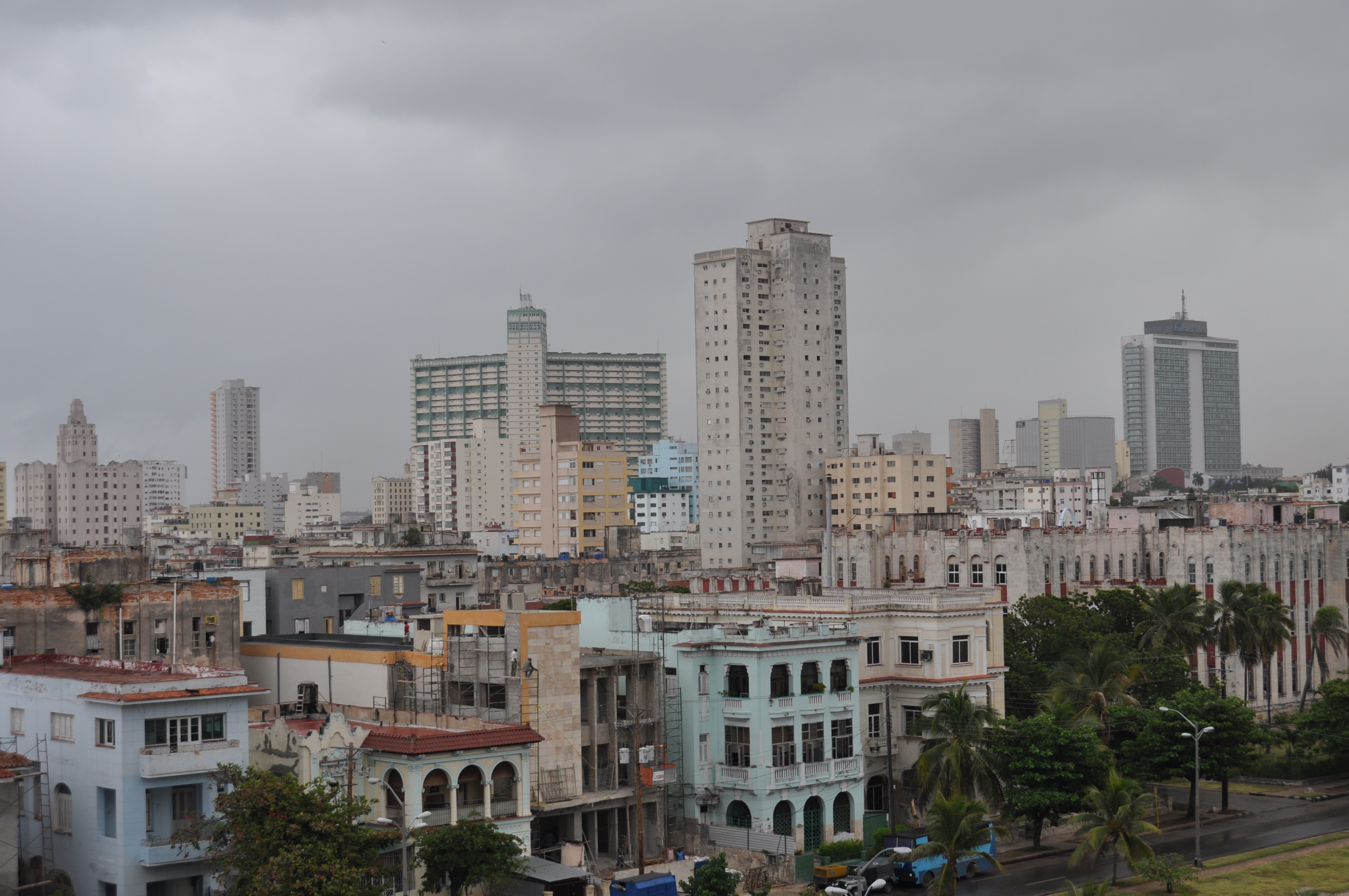
Blick auf das östliche Vedado mit Gebäuden an der Avenida de los Presidentes im Vordergrund sowie dem Focsa-Gebäude und dem Hotel Habana Libre im Hintergrund.

Der Stadtteil Vedado der kubanischen Hauptstadt Havanna ist das moderne Zentrum von Havanna. Im Gegensatz zur historischen Altstadt dominieren hier Bauten des Art déco und der klassischen Moderne. 
Vedado bildet den Hauptteil der städtischen Verwaltungseinheit Plaza de la Revolución. Es befinden sich eine Reihe von Regierungs- und Botschaftsgebäuden in Vedado, darunter auch die der Vereinigten Staaten. Im Osten grenzt Vedado an den Stadtteil Centro Habana, im Westen an Miramar. Die Nordgrenze bildet die berühmte Uferstraße Malecón. 
Viele der bekanntesten Treffpunkte Havannas befinden sich an der Calle 23, die im Abschnitt vom Malecón bis Calle L wegen ihres steilen Anstiegs auch La Rampa (die Rampe) genannt wird. So finden sich dort die Eisdielen des Parks Coppelia, das Kino Cine Yara oder verschiedene Diskotheken. An der Rampa stehen auch die berühmten Hotels Nacional, Habana Libre sowie das 2025 eröffnete Iberostar Selection („Torre K“).
Der Neubau des Torre K löste heftige Kontroversen aus. Denn während dieses in Zeiten schwächelnden Tourismus und knappen Kassen, ausgelöst durch eine schwere Wirtschaftskrise, für viel Geld neu errichtet wurde, verfallen andere renommierte Hotels in der Gegend, wie das Habana Libre oder Riviera, zusehends.

## Söhne und Töchter
- César Pedroso (1946–2022), Pianist